# Micena amb disc basal
Les micenes amb disc basal són micenes, cama-secs micenoides, de cama fixada al substrat mitjançant un disc .

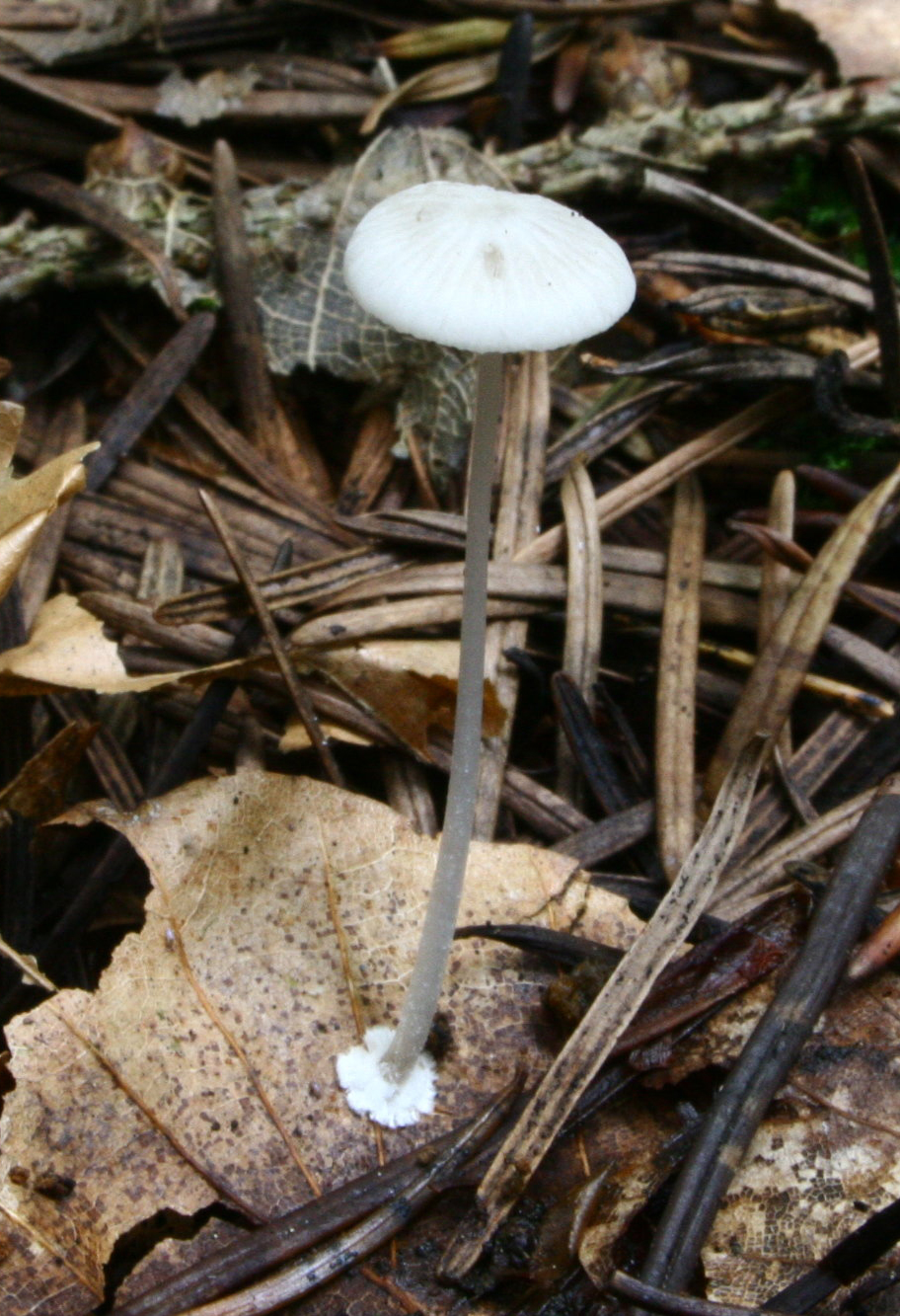
Micena de peu en disc (Mycena stylobates

## Espècies de micenes amb disc basal
Les espècies de micenes amb disc basal més corrents són:
- Mycena mucor, micena de fulles de roure
- Mycena stylobates, micena de peu en disc
- Mycena bulbosa, micena de ribera
- Mycena aciculata, micena peluda